# Wildenbörten
Wildenbörten är en ortsteil i staden Schmölln i Landkreis Altenburger Land i förbundslandet Thüringen i Tyskland. Wildenbörten var en kommun fram till 1 januari 2019 när den uppgick i Schmölln. Kommunen Wildenbörten hade 258 invånare 2018.